# Xylococculus macrocarpae
Xylococculus macrocarpae är en insektsart som först beskrevs av William Higgins Coleman 1908.  Xylococculus macrocarpae ingår i släktet Xylococculus och familjen pärlsköldlöss. Inga underarter finns listade i Catalogue of Life.